# Molophilus (Molophilus) scotoneurus
Molophilus (Molophilus) scotoneurus is een tweevleugelige uit de familie steltmuggen (Limoniidae). De soort komt voor in het Afrotropisch gebied.